# استیو کوپر
استیو کوپر (انگلیسی: Steve Cooper؛ زادهٔ ۱۰ دسامبر ۱۹۷۹) بازیکن سابق و مربی فوتبال اهل ولز است.